# Notre-Dame-des-Landes
Notre-Dame-des-Landes település Franciaországban, Loire-Atlantique megyében. Lakosainak száma 2335 fő (2022. január 1.). Notre-Dame-des-Landes Blain, Fay-de-Bretagne, Grandchamps-des-Fontaines, Héric és Vigneux-de-Bretagne községekkel határos.

## Népesség
A település népességének változása:
| Lakosok száma | 1127 | 1274 | 1527 | 1839 | 2012 | 2098 | 2184 | 2260 | 2285 | 2335 |
|               | 1968 | 1982 | 1990 | 2006 | 2013 | 2015 | 2017 | 2019 | 2020 | 2022 |